# Anne Ancelin Schützenberger

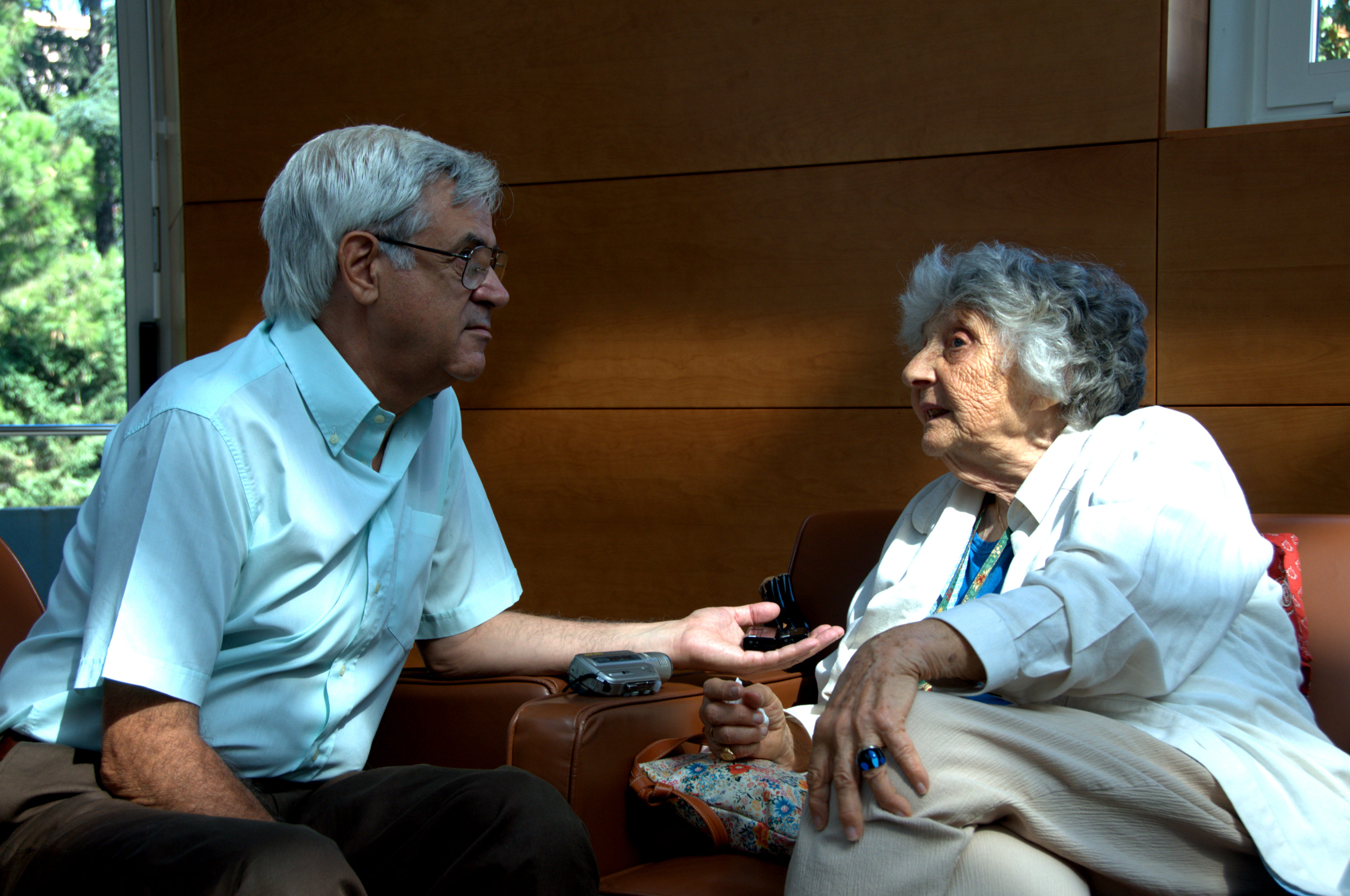
Anne Schützenberger 2009 im Gespräch mit dem Verleger Di Renzo

Anne Ancelin Schützenberger (* 29. März 1919 in Moskau; † 23. März 2018) war eine französische Psychotherapeutin, Psychologin und Lehrstuhlinhaberin der Universität Nizza Sophia-Antipolis. Sie galt als Hauptvertreterin des triadischen Psychodramas und hat das Genogramm zum Genosoziogramm weiterentwickelt. Sie war eine enge Mitarbeiterin von Jakob L. Moreno und war eine der Mitgründerinnen der International Association for Group Psychotherapy (2006 umbenannt in: International Association for Group Psychotherapy and Group Processes), in der sie über mehr als fünfzig Jahre Funktionen hatte.

## Deutschsprachige Publikationen
- Industrielle Soziometrie. (mit Abraham Moles, Kurd Alsleben) Schnelle, Quickborn 1964.
- Einführung in das Rollenspiel. Klett, Stuttgart 1976
- Psychodrama. Hippokrates, Stuttgart 1979.
- Den Lebenswillen stärken, den Krebs besiegen. Kösel, München 1989.
- Re-Viewing Assumptions. (Bildtonträger) Carl-Auer, Heidelberg 2000.
- Mythos, Traum, Wirklichkeit. [93] Transgenerational Links. Live-Mitschnitt vom World Council for Psychotherapy 1999 in Wien. Vier-Türme, Münsterschwarzach 2002.
- Oh, meine Ahnen! Wie das Leben unserer Vorfahren in uns wiederkehrt. (7. Auflage) Carl-Auer, Heidelberg 2012.